# Tillandsia aeris-incola
Tillandsia aeris-incola är en gräsväxtart som först beskrevs av Carl Christian Mez, och fick sitt nu gällande namn av Carl Christian Mez. Tillandsia aeris-incola ingår i släktet Tillandsia och familjen Bromeliaceae. Inga underarter finns listade i Catalogue of Life.